# Drukarnia Gdańska
Drukarnia Gdańska – zabytkowa kamienica w Gdańsku. Miejsce związane z Polakami w Wolnym Mieście Gdańsk.
Budynek położony jest w południowej części Gdańska, w dzielnicy Orunia-Św. Wojciech-Lipce, na Oruni, a konkretniej na terenie historycznego Oruńskiego Przedmieścia, przy ulicy Trakt św. Wojciecha 57.

## Historia
Pierwotnie budynek był częścią mieszczącej się na jego tyłach słodowni. Od 1921 r. kompleks budynków zmienił funkcję na drukarnię. Położony pod ówczesnym adrsem Stadtgebiet 12 zaczął wtedy mieścić spółkę akcyjną Drukarnia Gdańska A.G. należącą do polskiego kupca, Jana Kwiatkowskiego. Wydawała ona czasopisma dla Polaków w Wolnym Mieście Gdańsku, np. Gazetę Gdańską, Dziennik Gdański, Straż Gdańską, Rocznik Gdański, a także druki akcydensowe, np. dla Dyrekcji Kolei Polskich w Gdańsku. Oprócz tego, budynek drukarni stał się miejscem integracji społeczności polskiej w WMG, czemu sprzyjał fakt, że okolice były licznie zamieszkane przez ludność polską, skupioną zwłaszcza przy położonym nieopodal Kościele Katolickim Ignacego Loyoli. Na tyłach istniała świetlica polska, udekorowana motywami narodowymi oraz kaszubskimi. Świetlicę odwiedził m.in. Komisarz Generalny Rzeczypospolitej Polskiej w Wolnym Mieście Gdańsku Kazimierz Papée. Drukarnia była na ówczesne czasy zakładem nowoczesnym, wyposażonym w maszyny rotacyjne, linotypy i urządzenia introligatorskie. Zatrudniała kilkadziesiąt osób. Na ścianie drukarni po 2015 r. odsłonięto tablicę upamiętniającą właściciela Jana Kwiatkowskiego oraz funkcjonowanie Drukarni Gdańskiej w tym miejscu.

## Galeria

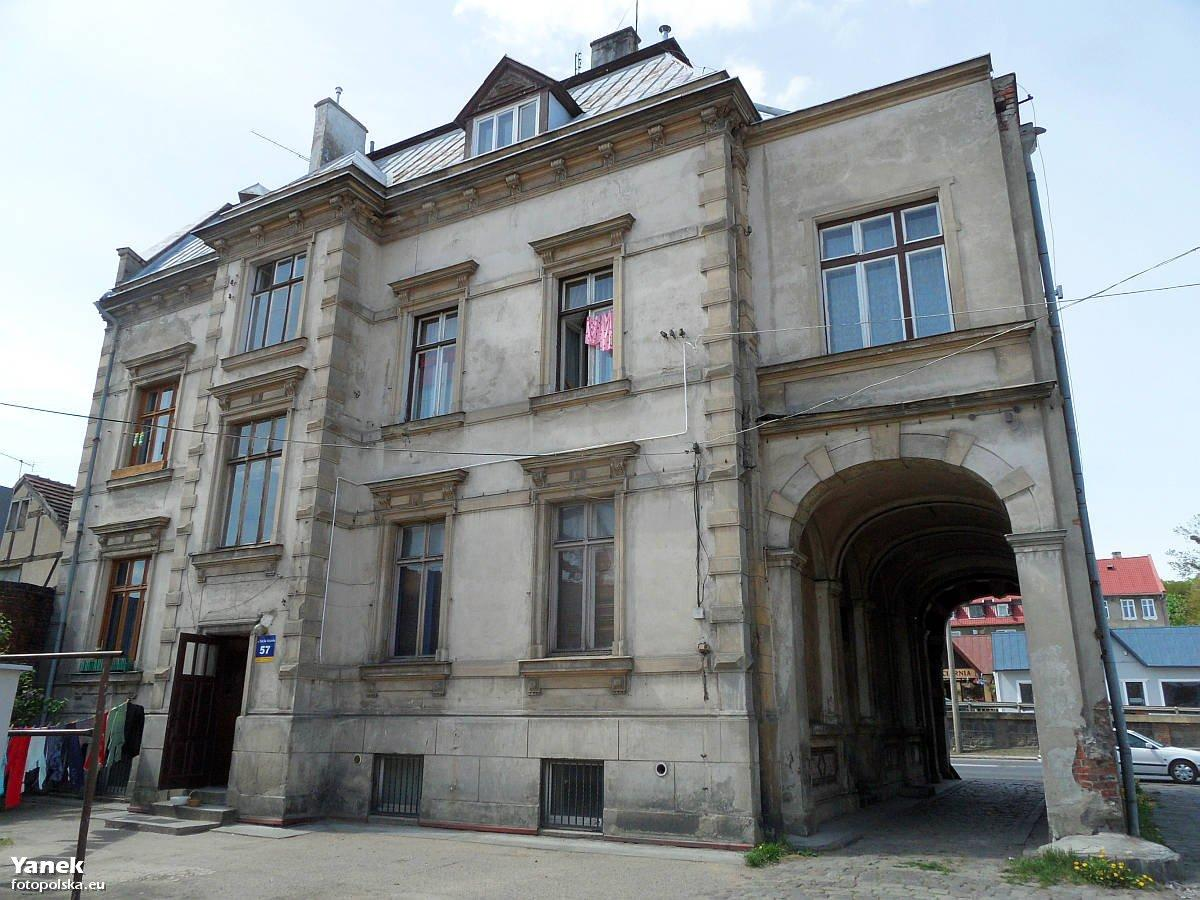
Tył budynku
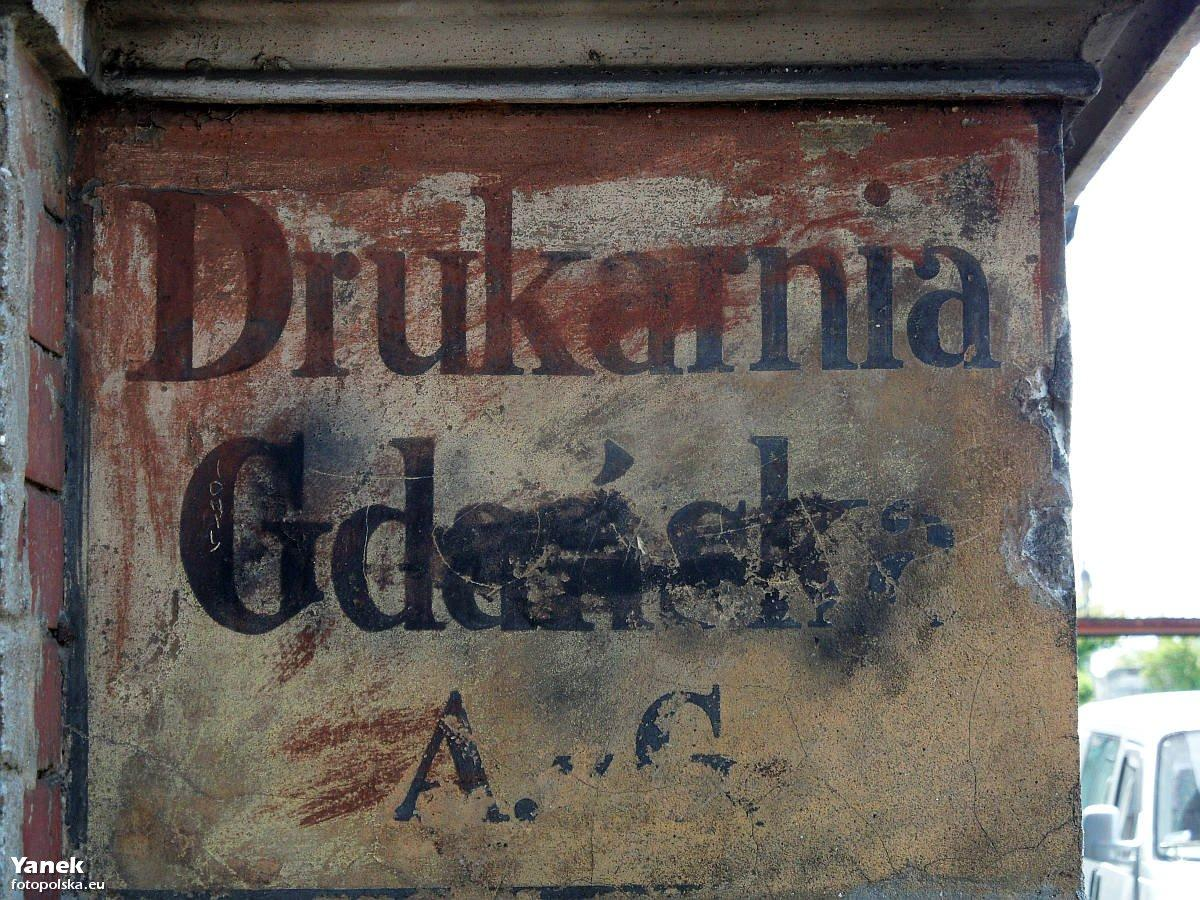
Zachowany szyld z czasów Wolnego Miasta Gdańsk  – Drukarnia Gdańska A.G.
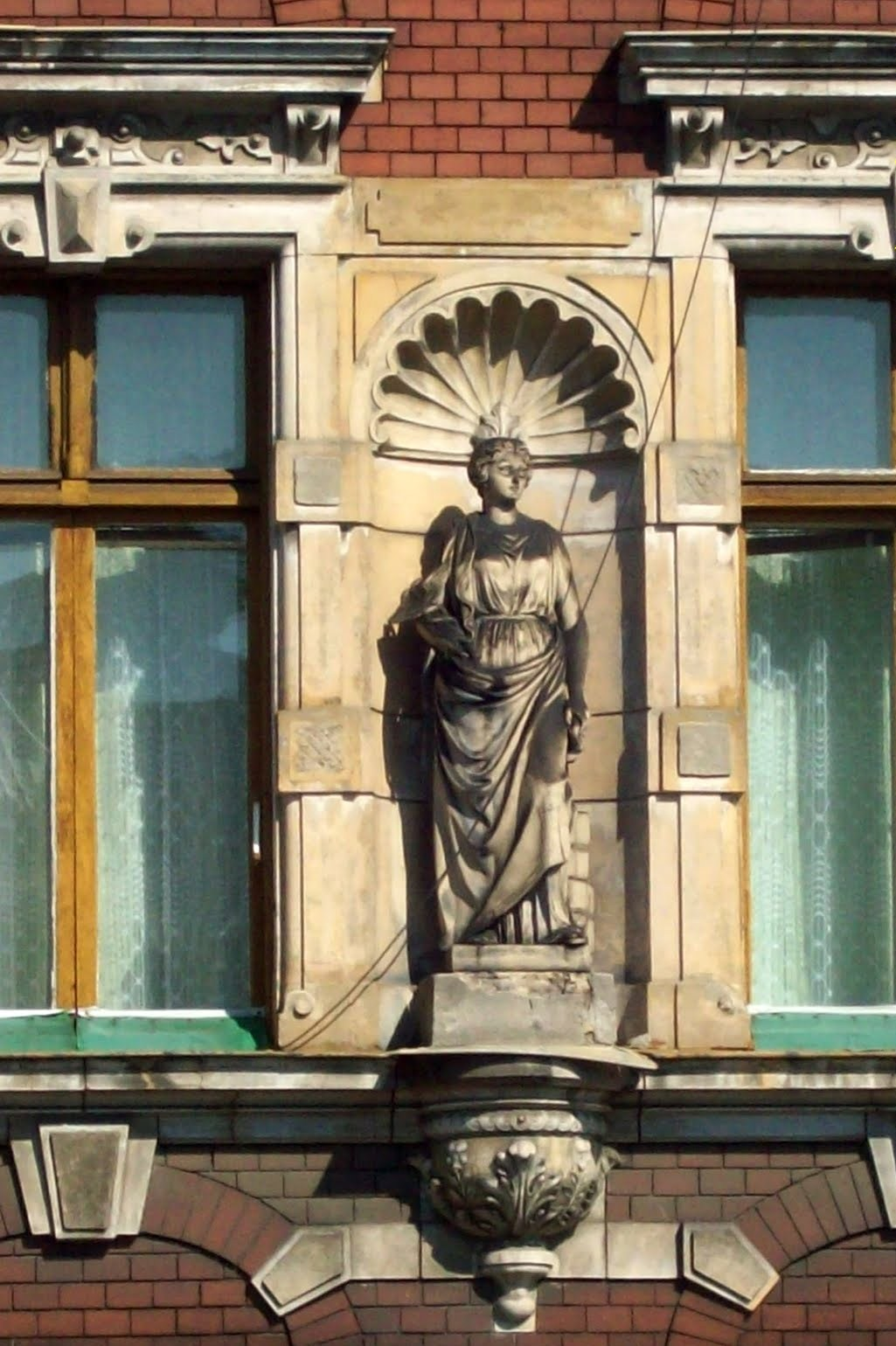
Rzeźba na fasadzie
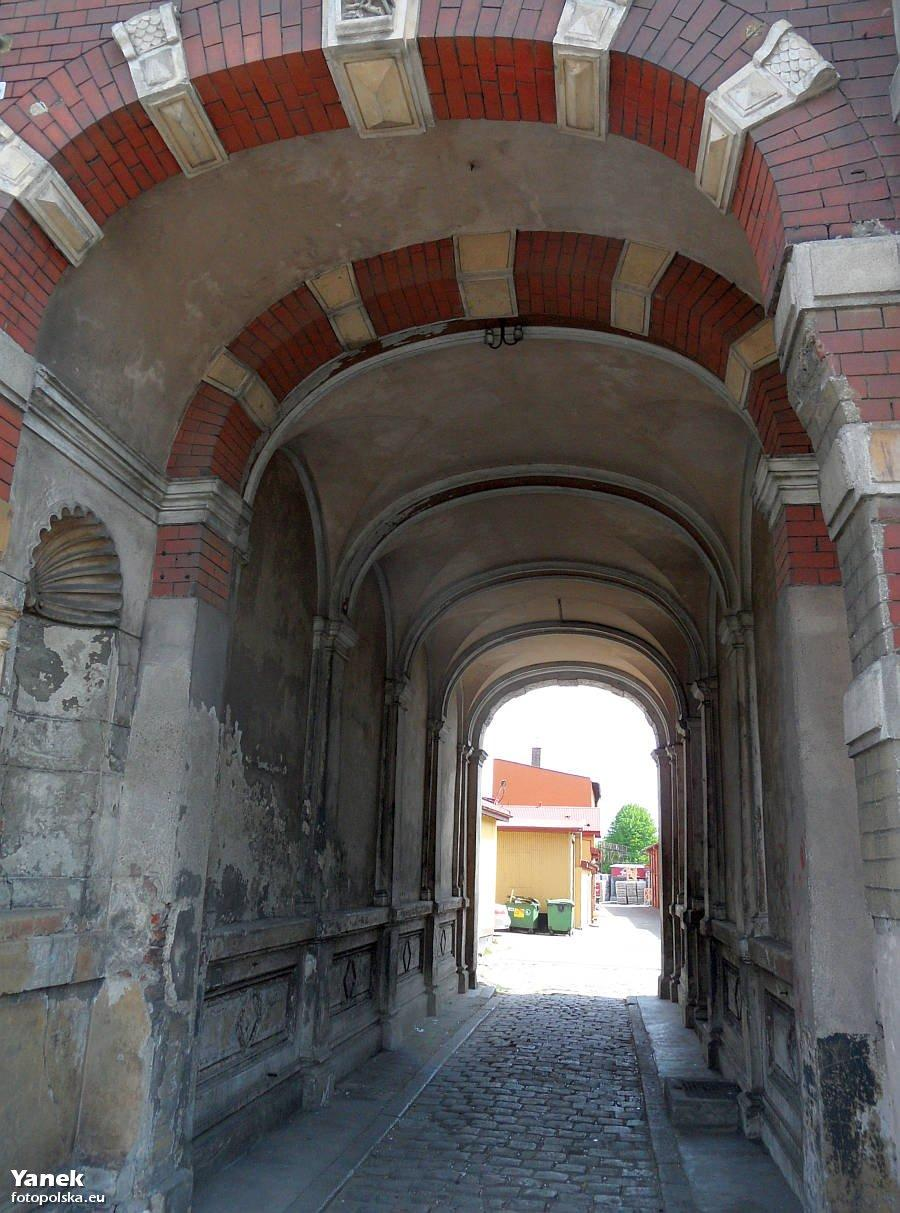
Wnętrze bramy